# Lycinus frayjorge
Lycinus frayjorge är en spindelart som beskrevs av Pablo A. Goloboff 1995. Lycinus frayjorge ingår i släktet Lycinus och familjen Nemesiidae. Inga underarter finns listade i Catalogue of Life.